# Canchánchara

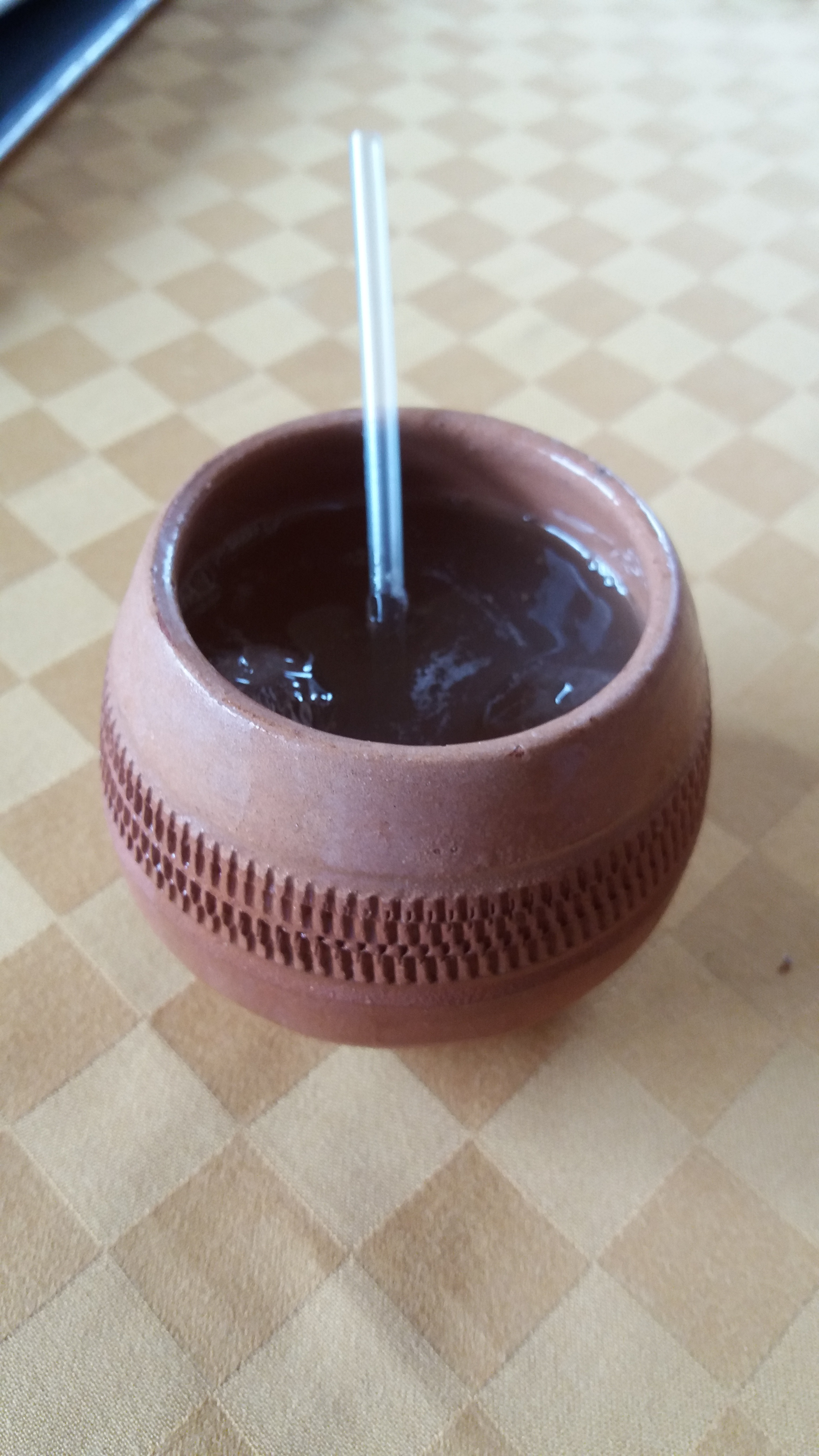
Canchánchara in einer Bar in Trinidad (Kuba)

Der Canchánchara ist ein Cocktail mit Rum, Honig und Limette, der auf Kuba entstand. Mit einer Basisspirituose, einer süßen und einer sauren Komponente gehört er prinzipiell zur Familie der Sours. Er steht auf der Liste „Official IBA Cocktails“ der International Bartenders Association.

## Geschichte
Der Canchánchara gilt als erster in Kuba entwickelter Cocktail. Zur Entstehung des Getränks gibt es keine gesicherten Quellen. Nach herrschender Meinung geht es auf Arbeiter in den Zuckerrohrplantagen Kubas im 19. Jahrhundert zurück, die Zugriff auf die heute noch verwendeten Zutaten hatten. Insbesondere in Touristikportalen und Reiseliteratur wird die Entwicklung des Getränks hingegen den Mambises, kubanischen Unabhängigkeitskämpfern im Zehnjährigen Krieg, zugeschrieben. Als Entstehungsort wird häufig die zentralkubanische Küstenstadt Trinidad tradiert. Das Mixology-Magazin führt die Erfindung des Daiquiri auf den Canchánchara als Basis zurück, was für letzteren das 19. Jahrhundert als Entstehungszeitraum bestätigt.

## Zubereitung
Die International Bartenders Association gibt für ihre Mitglieder ein offizielles Rezept vor. Im Allgemeinen werden Rum, Limettensaft und Honig miteinander verrührt, bis sich der Honig aufgelöst hat. Serviert wurde das Getränk ursprünglich in einer tönernen Tasse, auch Kalebassen werden als ursprüngliche Trinkgefäße genannt. Heute wird es primär in Tumbler-Gläsern serviert, aber auch Tontassen sind noch gängig. In seiner ursprünglichen Form wurde das Getränk vor dem Servieren mitunter erhitzt. Heute wird der Canchánchara hingegen auf Eiswürfeln serviert, die auf Kuba zwar als importiertes Luxusgut seit den 1810er-Jahren erhältlich waren, aber erst im 20. Jahrhundert Einzug in die Alltagskultur hielten. Das Mixology-Magazin vermutet für den Fall der Entstehung des Getränks auf kubanischen Zuckerrohrplantagen als ursprüngliche süßende Zutat Melasse an Stelle von Honig.